# 内藤証券
内藤証券株式会社（ないとうしょうけん）は、日本の証券会社。

## 概要

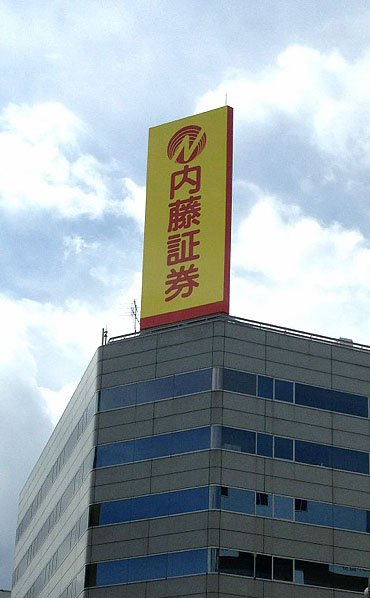
東京第一営業部・第二営業部（中央区日本橋兜町）

ネット取引と中国株取引に主力をおいた経営を行っている。1日の売買代金を元に手数料が決定される「1日定額プラン」を扱っている。

## 沿革
- 1933年（昭和8年）11月 - 「内藤延次商店」創立。
- 1943年（昭和18年）4月 - 「内藤証券株式会社」設立（資本金100万円）。
- 1948年（昭和23年）10月 - 証券取引法による登録。
- 1968年（昭和43年）4月 - 証券取引法第28条による免許登録。
- 1986年（昭和61年）2月 - 証券取引法第28条による第3号免許登録。
- 1988年（昭和63年）5月 - 東京証券取引所正会員権取得。
- 1995年（平成7年）12月 - 中国上海市より、上海Ｂ株取扱いの域外代理商認可。
- 1997年（平成9年）4月 - 中国証券監督管理委員会より、中国株の域外代理商資格認可。
- 1998年（平成10年）12月 - 改正証券取引法によるみなし登録。
- 1999年（平成11年）10月 - 保険募集業務開始。
- 2000年（平成12年）4月 - インターネット取引業務開始。
- 2001年（平成13年）4月 - 高松支店開設。
- 2002年（平成14年）6月 - コールセンター取引業務開始。
- 2003年（平成15年）9月 - 上海事務所開設。
- 2004年（平成16年）1月 - 加古川支店開設。
- 2005年（平成17年）
  - 2月 - 上海証券取引所特別会員認可取得。
  - 4月 - 東京ディーリング第一部開設。
  - 8月 - 深圳証券取引所特別会員認可取得。
- 2006年（平成18年）
  - 1月 - 東京ディーリング第二部開設。
  - 5月 - 東京ディーリング第一部新川分室開設。
  - 8月 - 金融先物取引業登録。
  - 9月 - 金融先物取引業協会加入。
  - 10月 - インターネット取引において、FX取引業務開始。
- 2007年（平成19年）
  - 7月 - 札幌証券取引所特定正会員加入。
  - 9月 - 金融商品取引法施行に伴うみなし登録。
  - 10月 - 名古屋証券取引所総合取引参加者取得。
- 2008年（平成20年）12月 - インターネット取引において、CFD取引業務開始。併せて従来からのFXサービスを停止し、CFDと合わせた新しいFXサービスを開始した。しかし建玉の移管を許さず、翌年には強制決済を実行した。
- 2010年（平成22年）1月 - 東京ディーリング第一部、第二部、第三部を3拠点から1拠点に集約。
- 2011年（平成23年）10月 - ディーリング部を大阪の1拠点に集約。
- 2012年（平成24年）
  - 1月 - 神田支店開設。
  - 11月 - 加古川支店を本店営業部に統合。
- 2013年（平成25年）8月 - かざか証券株式会社を100%子会社とする[1]。
- 2014年（平成26年）
  - 3月 - かざか証券株式会社と合併。
  - 10月1日 - 東京支店1Fにオープンスタジオ「Kabuスタ7110」を開設。ストックボイスTV「東京マーケットワイド」での生放送や自社制作番組に対応[2]。
- 2015年（平成27年）
  - 9月26日 - FX及びCFDの取引サービスを終了。
- 2017年（平成29年）
  - 2月28日 - 大和証券グループ本社より日の出証券株式会社を買収[3]。
- 2019年（平成31年）
  - 2月12日 - 子会社の日の出証券を合併[4]。